# Палмела
Палме́ла (порт. Palmela; [paɫmɛlɐ]) — город в Португалии, центр одноимённого муниципалитета в округе Сетубал. Численность населения — 16,1 тыс. жителей (город), 58,2 тыс. жителей (муниципалитет). Город входит в Лиссабонский регион, в субрегион Полуостров Сетубал. Входит в агломерацию Большой Лиссабон. По старому административному делению входил в провинцию Эштремадура.

## Расположение
Город расположен в 5 км севернее города Сетубал.
Муниципалитет граничит:
- на севере — муниципалитет Бенавенте
- на северо-востоке — муниципалитет Монтижу
- на востоке — муниципалитет Вендаш-Новаш
- на юго-востоке — муниципалитет Алкасер-ду-Сал
- на юге — муниципалитет Сетубал
- на западе — муниципалитет Баррейру
- на северо-западе — муниципалитет Мойта

## Население
| Население муниципалитета Палмела (1801—2004) | Население муниципалитета Палмела (1801—2004) | Население муниципалитета Палмела (1801—2004) | Население муниципалитета Палмела (1801—2004) | Население муниципалитета Палмела (1801—2004) | Население муниципалитета Палмела (1801—2004) | Население муниципалитета Палмела (1801—2004) | Население муниципалитета Палмела (1801—2004) | Население муниципалитета Палмела (1801—2004) |
| -------------------------------------------- | -------------------------------------------- | -------------------------------------------- | -------------------------------------------- | -------------------------------------------- | -------------------------------------------- | -------------------------------------------- | -------------------------------------------- | -------------------------------------------- |
| 1801                                         | 1849                                         | 1900                                         | 1930                                         | 1960                                         | 1981                                         | 1991                                         | 2001                                         | 2004                                         |
| 4030                                         | 4442                                         | n/d                                          | 18 692                                       | 23 155                                       | 36 933                                       | 43 857                                       | 53 353                                       | 58 222                                       |

## История
Город основан в 1185 году.

## Достопримечательности
- Замок Палмела (pt:Castelo de Palmela) — XII век.

## Экономика
Муниципалитет известен своим производством фруктов и вина.
В 90-х гг. XX века здесь был открыт автомобильный завод AutoEuropa (3000 рабочих и служащих), основанный совместно концерном Volkswagen Group и компанией Ford Motor Company. Вскоре производство полностью перешло под контроль Volkswagen Group, где также выпускаются автомобили марки СЕАТ.

## Районы
| Фрегезии (районы) муниципалитета Палмела | Фрегезии (районы) муниципалитета Палмела | Фрегезии (районы) муниципалитета Палмела | Фрегезии (районы) муниципалитета Палмела | Фрегезии (районы) муниципалитета Палмела | Фрегезии (районы) муниципалитета Палмела | Фрегезии (районы) муниципалитета Палмела |
| ---------------------------------------- | ---------------------------------------- | ---------------------------------------- | ---------------------------------------- | ---------------------------------------- | ---------------------------------------- | ---------------------------------------- |
| №                                        | Наименование                             | Оригинальное наименование                | Кол-во жителей чел.(2001)                | Территория км²                           | Плотность чел./км²                       | Почтовый индекс                          |
| 1                                        | Маратека                                 | Marateca                                 | 3 586                                    | 103,37                                   | 34,69                                    | 2965-000 AGUAS DE MOURA                  |
| 2                                        | Палмела                                  | Palmela                                  | 16 115                                   | 104,48                                   | 154,24                                   | 2950-000 PALMELA                         |
| 3                                        | Пиньял-Нову                              | Pinhal Novo                              | 20 993                                   | 55,84                                    | 375,95                                   | 2955-000 PINHAL NOVO                     |
| 4                                        | Посейран                                 | Poceirão                                 | 4 304                                    | 147,07                                   | 29,26                                    | 2965-000 POCEIRAO                        |
| 5                                        | Кинта-ду-Анжу                            | Quinta do Anjo                           | 8 354                                    | 51,06                                    | 163,61                                   | 2950-000 QUINTA DO ANJO                  |